# Poljsko-moskovski rat (1605. – 1618.)
Poljsko-moskovski rat vođen je od 1605. do 1618. godine tijekom nemira u Rusiji poznatih kao "smutno vrijeme". Poljski kralj Žigmund III. umiješao se u borbu oko ruskog prijestolja. Rat je završen mirovnim sporazumom u selu Deulino, kojim se Rusija odrekla Smolenska što će kasnije dovesti do izbijanja Smolenskog rata.
Razdoblje od smrti Ivana Groznog do dolaska Mihaila Romanova na vlast (1584. – 1613.) karakterizira razdoblje nemira. Središnja vlast je slaba, a borba s plemstvom zaoštrena.
Poslije smrti Ivanovog sina Fjodora (1598.) na vlast dolazi Boris Godunov. On upravlja Rusijom do svoje smrti 1605. godine. U to vrijeme morao se boriti protiv „lažnog Dimitrija“, pretendenta na prijestolje, navodnog sina Ivana Groznog, koga podržavaju boljari i Poljaci. Lažni Dimitrije ne ispunjava očekivanja svojih saveznika i ubijen je 1606. godine. Boljari na prijestolje postavljaju  Vasilija Šujskog, koji se suočava s neprijateljstvom Poljaka koji kandidiraju „drugog lažnog Dimitrija“ 1607. godine te opsjedaju Moskvu.
Šujski sklapa sporazum sa Šveđanima 1609. godine protiv Poljaka i boljara. Poljaci podržavaju Žigmundovog sina Vladislava. Drugog lažnog Dimitrija koriste da 1610. godine objave Rusiji rat i opsjednu Smolensk. U bitci kod Klušina iste godine poražene su ruske i švedske snage. Poljaci ulaze u Moskvu i zbacuju Šujskog. Rusija je pod kontrolom Poljske i Švedske. Poljaci podržavaju Vladislava, a Šveđani Gustava Adolfa, za ruskog cara. Postepeno se ruske snage okupljaju oko generala Prokopija Ljapunova koji protjeruje strance iz Rusije. Njega ubijaju, a njegove snage se razbijaju. Naredne, 1612. godine, snage se okupljaju oko Kuzma Minjina, mesara iz Novgoroda. Vođe pokreta rade na uspostavljanju reda i mira. Sazivaju Zemaljski sabor u Jaroslavlju. Na njemu je Mihail Romanov izabran za cara (1613. – 1645.) Time počinje višestoljetna vladavina dinastije Romanov u Rusiji.
U vrijeme nemira Rusija gubi više od 2,5 milijuna stanovnika. Narodna vojska zauzela je 1612. godine Moskvu, ali se ona nalazi u ruševinama. Šveđani drže Novgorod, a Poljaci zapadni dio zemlje. Posredstvom Engleske, Rusija i Švedska 1617. godine sklapaju mir. Švedska se odriče pretenzija na rusku krunu i Novgoroda, ali zadržava posjede u Ingriji čime sprečava izlaz Rusije na more. Pregovori s Poljskom otegli su se oko Smolenska. Rusija ga se, konačno, odrekla. Mir je sklopljen 1618. godine.
Ovo vrijeme inspiriralo je mnoge ruske umjetnike, kao što je Modest Petrovič Musorgski, koji je skladao operu Boris Godunov.